# Karl Schönherr

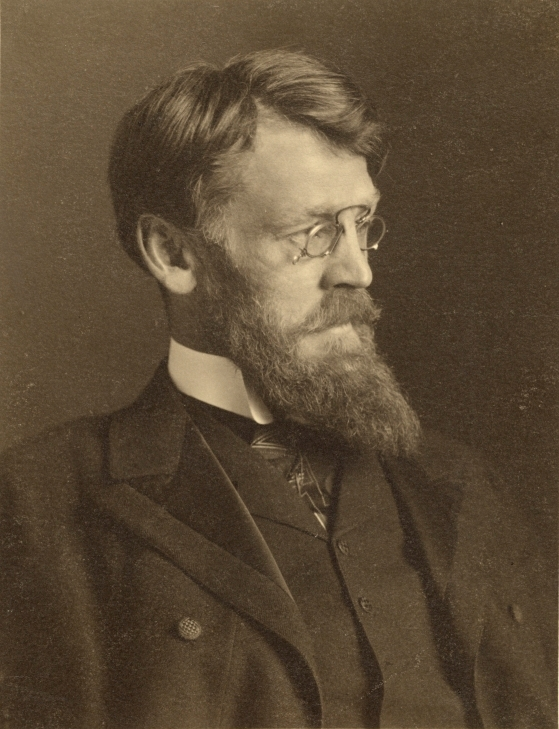
Karl Schönherr

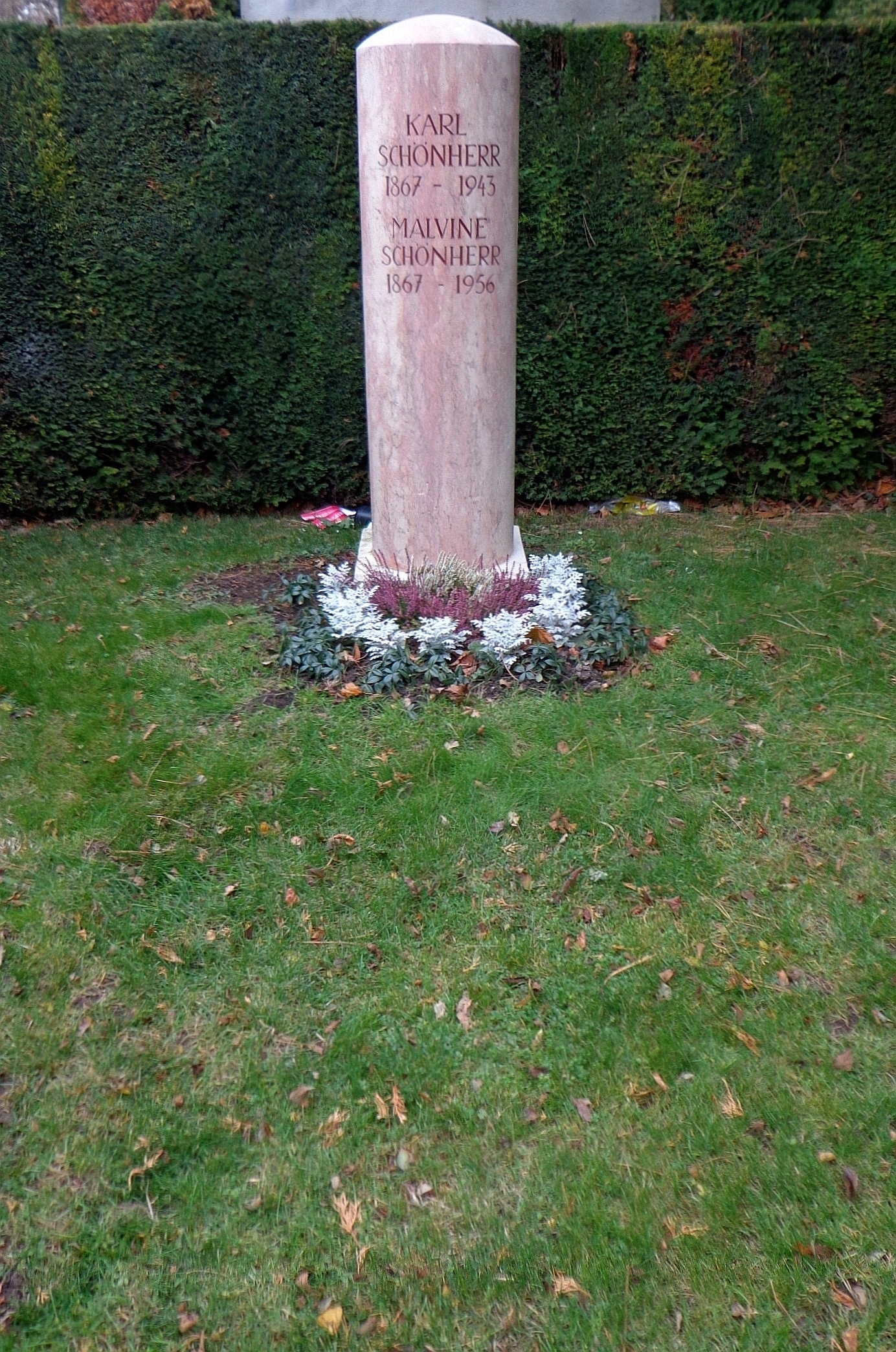
Wiener Zentralfriedhof – Ehrengrab von Karl Schönherr

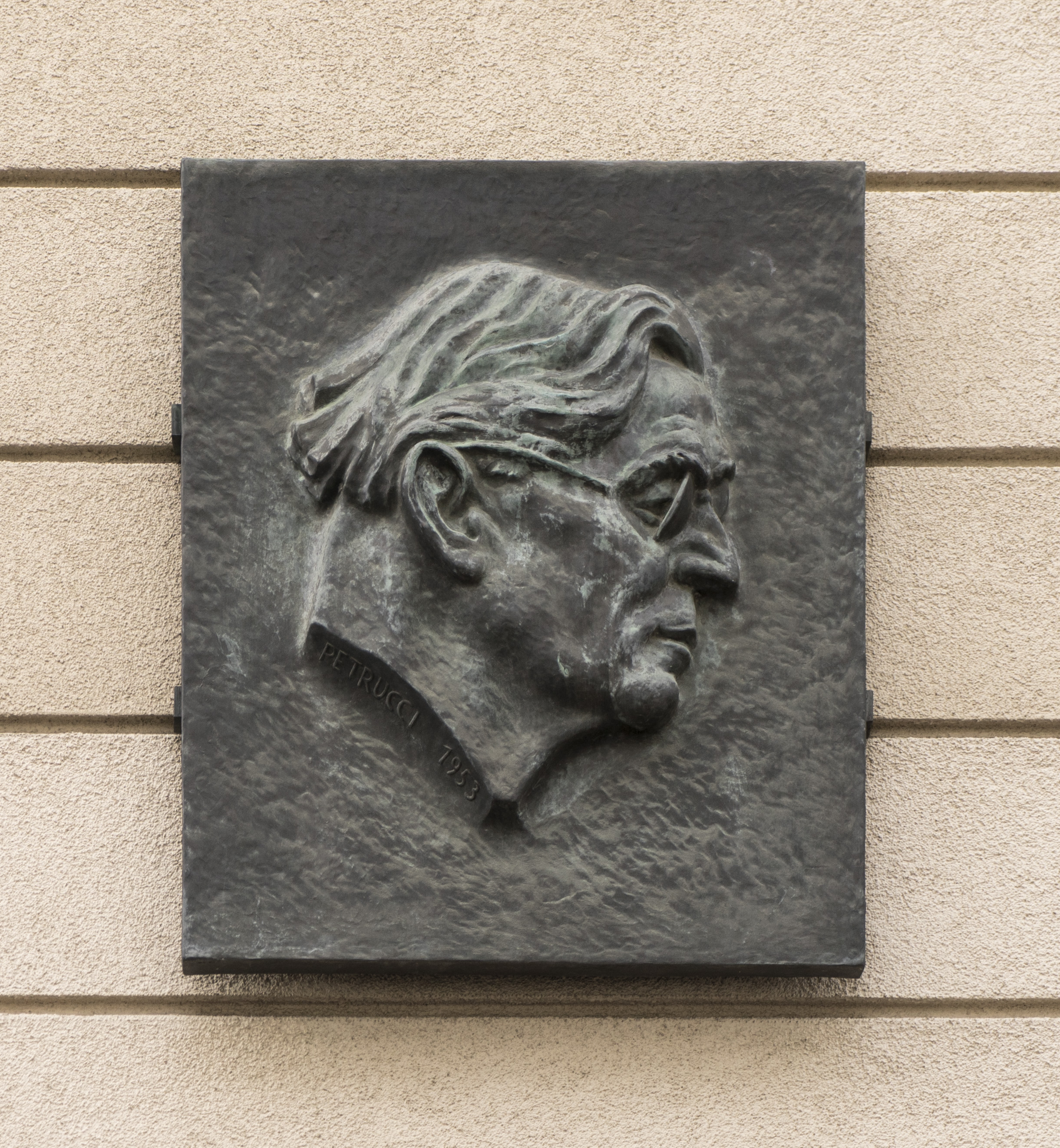
Porträtbronzebüste Karl Schönherrs am Karl-Schönherr-Hof in Wien 9

Karl Schönherr (* 24. Februar 1867 in Axams, Tirol; † 15. März 1943 in Wien) war Arzt und Schriftsteller.

## Leben
Karl Schönherr war der Sohn Maria Suitners (* 7. April 1835 in Leiblfing) und des Dorfschullehrers Josef Schönherr (* 12. April 1836 in Obsteig). Karl Schönherr studierte zunächst Medizin und wurde zum Dr. med. promoviert. In jungen Jahren publizierte er in der Wiener Zeitung. Als Schriftsteller gelang ihm nach humoristisch angelegten Erzählungen in der Welt ländlicher Alltagsszenarien der Durchbruch; als Dramatiker mit seiner Tragödie braver Leute Die Bildschnitzer, die 1900 am Deutschen Volkstheater in Wien Premiere hatte. Zu seinen erfolgreichsten Stücken zählen Glaube und Heimat (1910) und Der Weibsteufel (1914). Nach der Machtergreifung der Nationalsozialisten gehörte er der politisch gesäuberten Deutschen Akademie der Dichtung an, einer Unterabteilung der Preußischen Akademie der Künste. Reichsdramaturg Rainer Schlösser bezeichnete Schönherrs schriftstellerische Tätigkeit am 9. Mai 1933 im Völkischen Beobachter als „blutechtes, bodenständiges Schaffen“. Schönherr schrieb zu dieser Zeit Werke wie Die Fahne weht (1937). Anlässlich der Volksabstimmung über den Anschluss Österreichs schrieb er im April 1938 folgende Verse: „Nun sind wir wieder ein gewaltiges Land, / so wie in alter Zeit, / das keine Welt auseinanderreißt“. Schönherr, der nach den rassistischen Nürnberger Gesetzen mit einer Jüdin verheiratet war (Malvine, 1867–1956), erhielt weiterhin Schreiberlaubnis; er verstarb 1943.
Karl Schönherr ruht in einem Ehrengrab auf dem Wiener Zentralfriedhof (Gruppe 14 C, Nummer 11).

## Aufführungen und Rezeption (Auswahl)
1912 hat eine Gruppe von amerikanischen Studenten Glaube und Heimat in deutscher Sprache aufgeführt, und zwar als Studententheater am Central Wesleyan College in Missouri.
1918 hat Kardinal Faulhaber gegen die Aufführung von Der Weibsteufel in München protestiert; der bayerische König ließ das Stück vom Programm absetzen.

## Auszeichnungen und Ehrungen
- 1908 Ritterkreuz des Franz-Joseph-Ordens
- 1908 Schiller-Preis (Preußen) für Erde
- 1908 Volks-Schillerpreis für Erde
- 1908 Bauernfeld-Preis für Erde
- 1911 Grillparzer-Preis
- 1917 Grillparzer-Preis
- 1920 Grillparzer-Preis
- 1934 Österreichisches Ehrenzeichen für Kunst und Wissenschaft
- 1937 Ehrenring der Stadt Innsbruck
- 1937 Goethe-Medaille für Kunst und Wissenschaft

In Innsbruck, Kufstein, Lienz, Axams, Wörgl, Telfs und Graz wurden Verkehrsflächen nach ihm benannt. In der Karl-Schönherr-Straße in Innsbruck befindet sich die Bundeshandelsakademie und Bundeshandelsschule, in Axams trägt die Sprengelhauptschule des Westlichen Mittelgebirges den Namen Karl-Schönherr-Hauptschule. In Schlanders im Vinschgau ist das Kulturhaus nach ihm benannt.

## Werke
- Inntaler Schnalzer. Gedichte, 1895
- Tiroler Marterln. Gedichte, 1895
- Allerhand Kreuzköpf. Erzählungen, 1895
- Karrnerleut’. In: Die Presse, 29. Oktober 1895, online
- Der Judas von Tirol. Drama, 1897
- Die Bildschnitzer. Drama, 1900 (online – Internet Archive)
- Der Sonnwendtag. Drama in fünf Akten, erstmals aufgeführt 1902 im Hofburgtheater in Wien
- Caritas. Erzählung, 1905
- Karrnerleut. Drama, 1905
- Familie. Drama, 1905; unter dem Titel Kindertragödie, 1913
- Erde. Komödie des Lebens, 1907 (geschrieben in Altenberg im Haus von Adolf Lorenz[7])
- Glaube und Heimat. Die Tragödie eines Volkes. Drama, Leipzig 1910[8] – Das Bühnenstück wurde zur Namensgeberin für die 1924 gegründete deutsche evangelische Kirchenzeitung Glaube und Heimat in Thüringen. Der Stummfilm Glaube und Heimat von Emerich Hanus kam 1921 erstmals auf die Leinwand.
- Aus meinem Merkbuch. Erzählung, 1911
- Schuldbuch. Erzählung, Leipzig 1913
- Tiroler Bauernschwänke. Erzählungen, 1913
- Die Trenkwalder. Komödie, 1914 (online – Internet Archive)
- Der Weibsteufel. Drama, 1914
  - Der Weibsteufel, Hörspielbearbeitung und Regie: Ursula Scheidle, Produktion: ORF/SWR 2019[9]
- Volk in Not. Drama, 1916 (online – Internet Archive)
- Frau Suitner. Schauspiel in fünf Akten, Leipzig 1917
- Das Königreich. Volksmärchen in vier Akten. Leipzig 1917
- Narrenspiel des Lebens. Drama, 1918
- Der Kampf. Drama, 1920 (online – Internet Archive)
- Es. Schauspiel in fünf Akten, Leipzig 1923
- Der Komödiant. Ein Vorspiel und fünf Akte, Wien 1924
- Die erste Beicht' und andere Novellen [aus: Aus meinem Merkbuch und Schuldbuch; Nachwort: Anton Bettelheim]. Philipp Reclam jun., Leipzig, 1924
- Die Hungerblockade. Drama, 1925
- Der Armendoktor. Drama, 1927
- Der Spurius. Österreichische Komödie in drei Akten, Wien 1927
- Herr Doktor, haben Sie zu essen? Drama, 1930
- Passionsspiel. Drama, 1933
- Die Fahne weht. Schauspiel in drei Akten, 1937

## Verfilmungen
- Der Judas von Tirol. 1933, 1978, 2006.
- Erde. Drehbuch: Eduard Köck, Regie: Leopold Hainisch, Coproduktion Österreich/Schweiz, 1946/47.
- Der Weibsteufel. 1920, 1924, 1951, 1966, 1983, 1984, 2000, 2009, 2012 (unter dem Titel Grenzgänger und englisch She-Devil).
- Die Bildschnitzer – eine Tragödie braver Leut´. Spielfilm/Fernsehen, Drehbuch und Regie: Luis Walter, RAI Sender Bozen, 2001.